# Héroes de los 80 (álbum)
Héroes de los 80 es un disco LP recopilatorio del grupo musical Aviador Dro editado en el año 1990 por el sello "DRO" bajo la referencia 4D-0777.

Se trata de una recopilación de once temas de los más destacados de su discografía y disponibles en otros discos editados desde el comienzo de la banda en 1979 y hasta 1988.
Cabe destacar la inclusión de "La chica de plexiglás" de la primera sesión grabada en RNE el 03/10/1979.

## Lista de canciones
| Título                         | Autor                                   | Duración |
| ------------------------------ | --------------------------------------- | -------- |
| Nuclear, sí                    | Servando Carballar                      | 2:58     |
| Programa en espiral            | Servando Carballar                      | 3:40     |
| Selector de frecuencias        | Servando Carballar                      | 6:09     |
| Amor industrial                | Servando Carballar                      | 4:48     |
| Baila la guerra                | Servando Carballar                      | 4:45     |
| Vortex                         | Servando Carballar                      | 4:29     |
| El color de tus ojos al bailar | Servando Carballar                      | 3:57     |
| La ciudad en movimiento        | Servando Carballar, Manuel Guio         | 3:40     |
| Voy a despegar                 | Servando Carballar, Alejandro Sacristán | 2:50     |
| Corazón artificial             | Servando Carballar                      | 4:55     |
| La chica de plexiglás          | Servando Carballar                      | 2:15     |